# Норманди (Мисури)
Норманди (енгл. Normandy) град је у америчкој савезној држави Мисури.

## Демографија
По попису из 2010. године број становника је 5.008, што је 145 (-2,8%) становника мање него 2000. године.
| Група             | 2000.         | 2010.         |
| Белци             | 1.355 (26,3%) | 1.059 (21,1%) |
| Афроамериканци    | 3.436 (66,7%) | 3.493 (69,7%) |
| Азијати           | 164 (3,2%)    | 281 (5,6%)    |
| Хиспаноамериканци | 66 (1,3%)     | 78 (1,6%)     |
| Укупно            | 5.153         | 5.008         |